# Saint-Georges-de-Mons
Saint-Georges-de-Mons ist eine französische Gemeinde mit 2.003 Einwohnern (Stand: 1. Januar 2022) im Département Puy-de-Dôme in der Region Auvergne-Rhône-Alpes. Sie gehört zum Arrondissement Riom und zum Kanton Saint-Georges-de-Mons (bis 2015: Kanton Manzat). Die Einwohner werden Saint-Georgiens genannt.

## Geographie
Saint-Georges-de-Mons liegt etwa 26 Kilometer nordwestlich von Clermont-Ferrand  in den Monts Dômes am Regionalen Naturpark Volcans d’Auvergne (französisch Parc naturel régional des Volcans d’Auvergne). Umgeben wird Saint-Georges-de-Mons von den Nachbargemeinden Queuille im Norden, Vitrac im Nordosten, Manzat im Osten, Chapdes-Beaufort im Süden, Les Ancizes-Comps im Westen und Südwesten sowie Sauret-Besserve im Nordwesten.

## Bevölkerungsentwicklung
| Jahr                       | 1962 | 1968 | 1975 | 1982 | 1990 | 1999 | 2006 | 2012 |
| Einwohner                  | 2303 | 2476 | 2567 | 2689 | 2451 | 2260 | 2196 | 2050 |
| Quellen: Cassini und INSEE |      |      |      |      |      |      |      |      |

## Gemeindepartnerschaft
Mit der spanischen Gemeinde San Mateo de Gállego besteht eine Partnerschaft.